# Dorylaimus nothus
Dorylaimus nothus is een rondwormensoort. De wetenschappelijke naam van de soort is voor het eerst geldig gepubliceerd door Thorne & Swanger.